# Como
Como je grad i općina u Lombardiji oko 45 km sjeverno od Milana. Grad je glavni grad pokrajine Como. Smješten je na južnoj strani istoimenog jezera Como.
Jezero i Alpe, tvore čarobnu kombinaciju tako da je Como neobično popularna turistička destinacija već od 19. stoljeća, zbog toga Como kao ladanjsko mjesto ima brojna umjetnička djela, crkve, vrtove, muzeje, kazališta, palače i parkove.

## Povijest grada
Brda oko grada naseljena su od brončanog doba (keltsko pleme Orobii). Ostaci njihova naselja još su uvijek vidljivi na jugozapadnim brežuljcima.
Oko 1. st. prije Krista, grad i okolica postali su dijelom Rima. Prvotno središte grada bilo je na obližnjim brežuljcima, ali se potom grad spustio uz obale jezera po nalogu Julija Cezara, koji je dao isušiti močvare na jugu jezera i izgradio tipični utvrđeni rimski grad s pravilnim rasporedom ulica. Taj novoosnovani grad dobio je ime Novum Comum i dobio status municipija.
Franci su 774. godine zauzeli Como, nakon tog je postao živo sjedište trgovačke aktivnosti.
Oko 1127. godine Como je izgubio rat koji je vodio čitavo desetljeće s obližnjim Milanom. Nekoliko desetljeća kasnije, uz pomoć Fridrika Barbarosse, Komaski su se osvetili Milanezima za poraz, tad je Milano razoren. Barbarossa je 1162. godine dao izgraditi nekoliko obrambenih utvrda i tornjeva uz zidine oko grada, od kojih je samo jedna - Baradello, ostala do današnjih dana.
Nakon toga, povijest Coma vezana je uz Ducato di Milano, tad se zbila i francuska invazija i dominacija Španjolaca, sve do 1714. godine, kada je potpao pod Austriju. Nakon toga je grad zauzeo Napoleon kad se spustio u Lombardiju 1796. godine i vladao do 1815. godine. Nakon toga ponovno vladaju Austrijanci sve do 1859. godine i dolaska Giuseppea Garibaldija, kad je grad oslobođen od Austrijanaca i postao dio novoosnovane Kraljevine Italije.
Pri kraju Drugoga svjetskog rata, u Comu su talijanski Partizani zarobili Benita Mussolinija koji se preko Coma htio dočepati Švicarske. Nakon zarobljavanja je strijeljan u nedalekom gradiću Giulino di Mezzegra (nešto sjevernije na jezeru).
- Vrijedi spomenuti - Rockefellerova fontana koje danas stoji u Zoološkom vrtu u Bronxu (New York) stajala je nekoć na glavnom trgu Coma uz jezero. William Rockefeller kupio je fontanu 1902. godine i preselio u New York.

## Znamenitosti grada
- Katedrala (Duomo), čija je gradnja započela 1396. godine na mjestu starije romaničke crkve Santa Maria Maggiore je najznačajniji sakralni objekt u Comu. Pročelje je izgrađeno 1457., s karakterističnim gotičkom rozetom i portalom na kojem su dvije renesansne skulpture poznatih komaskija Plinija Starijeg i Plinija Mlađeg. Gradnja je dovršena 1740. godine. Tlocrt građevine je u obliku latinskog križa, s gotičkim brodom i dva pobočna broda podijeljena pilastrima, a poprečni brod (transept) sa svojim apsidama je iz doba renesanse. Unutrašnjost posjeduje bogato dekorirana korska sjedala iz 16. stoljeća, tapiserije Giuseppea Arcimboldija te slike Bernardina Luinija i Gaudenza Ferrarija.
- San Fedele, je romanička crkva podignuta oko 1120. godine na temeljima starije građevine. Izvorni zvonik je obnovljen u novije vrijeme. Glavna atrakcija ove crkve su poznata drvena vrata St. Fedele, s raskošnom skulptorskom dekoracijom.
- Crkvu Sant'Agostino izgradili su cisterciti početkom 14. st., potpuno je obnovljena u 20. st. Unutrašnjost crkve je barokizrana, ali ima dijelova fresaka iz 15. st. do 17. stoljeća.
- Romanička bazilika Sant'Abbondio, koju je osobno posvetio papa Urban II. 1095. Crkva ima brojne slike iz 11. stoljeća i freske iz 14. st.
- Crkva San Carpoforo iz 11. st., s apsidom i kriptom iz 12. stoljeća. Prema predaji, podignuta je na ostatcima rimskog hrama posvećenog bogu Merkuru da se u nju smjeste relikvije mjesnih kršćanskih mučenika.

### Svjetovne građevine i spomenici
- Stara gradska vijećnica, zvana -  Broletto
- Casa del Fascio, vjeroratno najpoznatije djelo Giuseppea Terragnia, jedno od temeljnih djela europske moderne arhitekture.
- Monumento ai caduti (spomenik ratnim žrtvama) djelo Giuseppe Terragnija
- Teatro Sociale djelo Giuseppea Cusia
- Villa Olmo, izgrađena 1797. godine u duhu neoklasicizma za obitelj Odescalchi. U toj vili odsjeli su mnoge slavne osobe; Napoleon, Ugo Foscolo, princ Metternich, nadvojvoda Ferdinand, Giuseppe Garibaldi. Danas je namijenjena za izložbe.
- Monumentalna fontana poznata i kao Voltina fontana, podignuta je u počast Voltinom izumu bateriji.  Fontanu su podigli arhitekt Carlo Cattaneo i slikar Mario Radice.
- Ostaci srednjovjekovnih zidina grada
- Castello Baradello, - mala srednjovjekovna utvrda s pogledom na grad, to je jedina preostala utvrda od svih koje je sagradio Fridrik Barbarossa oko 1158. godine.

### Muzeji
- Arheološki muzej P. Giovio
- Povijesni Muzej
- Pinacoteca
- Tempio Voltiano (Voltin hram) Muzej posvećen djelu Alessandru Volti
- Muzej Svile
- Villa Olmo (izložbeni dio)

## Klima grada
Como većinu godine ima vlažnu gotovo suptropsku klimu, zime nisu duge, ali su maglovite, vlažne i prohladne s povremenim razdobljima mraza, kad prodre sibirska anticiklona. Proljeća i jeseni su ugodne, a ljeta znaju biti neobično vruća i vlažna, s iznenadnim olujama. Vjetar je prilično rijedak. 
Zagađenje zraka čak i iznad dopuštenih razina je osobito poraslo u zimskim mjesecima kada se hladni zrak spusti uz tlo i ne giba.

## Gospodarstvo
Gospodarstvo Coma, do kraja 1980-ih, bilo je temeljeno na industriji - osobito na proizvodnji svile (po tome je Como bio poznat u svjetskim razmjerima) - ali u posljednjih nekoliko godina zbog jeftinih prozvoda iz Kine značajno je smanjen profit, te su mnoge male i srednje tvrtke propale. 
Zbog toga se Como sve više deindustrijalizira, te proizvodnja dobara više nije pokretač gospodarstva, već su to usluge, te naročito turizam.Turizam postaje sve važniji za lokalno gospodarstvo. A nakon što su slavni američki glumac George Clooney i engleski rocker Matthew Bellamy, kupili vile na jezeru mnogi se nadaju da će to dati poticaj za turistički rast.

## Poznati građani
- Plinije Stariji (Gaius Plinius Secundus 23. – 79.), antički pisac i ugledni znanstvenik koji je napisao djelo Naturalis Historia.
- Plinije Mlađi (Gaius Plinius Caecilius Secundus; 63.-oko 113.),  pravnik i antički pisac.
- Paolo Giovio (1483–1552), fizičar i povjesničar znan po svojoj kronici Talijanski ratovi.
- Benedetto Odescalchi (1611. – 1689.) poznat kao papa Inocent XI.
- Alessandro Volta (1745. – 1827.) fizičar poznat po otkriću baterije 1800.[1]
- Cosima Liszt (1837. – 1930.) kćer Franza Liszta i druga žena Richarda Wagnera.
- Mario Radice (1898.-1987.) apstraktni slikar
- Manlio Rho (1901. – 1957) apstraktni slikar
- Giuseppe Terragni (1904. – 1943.) arhitekt, pionir talijanskog modernizma
- Gabriele Oriali (1952.-) nogometaš, član talijanske momčadi iz 1982.
- Gianluca Zambrotta (1977.-), nogometaš, član talijanske momčadi sa Svjetskog prvenstva u nogometu - Njemačka 2006.

## Gradovi prijatelji
- Netanja, Izrael
- Fulda, Njemačka, (1960.)
- Trst, Italija
- Nablus, Palestina
- Tokamachi, Japan

## Vanjske poveznice
- Službene stranice grada (tal.) (engl.)
- Povijesne slike grada (tal.)
- Službene stranice Turističkog ureda grada (tal.) (engl.)
- Brodarska tvrtka s jezera Como (engl.)
- Turizam u Comu (engl.)
- Virtualna šetnja gradom (engl.)